# Denis McNamara
Denis McNamara (ur. 25 sierpnia 1926 w Camberwell, zm. 19 listopada 2009) – brytyjski zapaśnik walczący w stylu wolnym. Olimpijczyk z Tokio 1964, gdzie zajął piąte miejsce w kategorii 64 kg. Brązowy medalista igrzysk wspólnoty narodów w 1962, 1966 i 1970 roku, gdzie reprezentował Anglię.
Sześciokrotny mistrz kraju w latach: 1962, 1963, 1967, 1968, 1970, 1972 (120 kg).
- Turniej w Tokio 1964

Pokonał Masanori Saito z Japonii, a przegrał z Lutwim Achmedowem z Bułgarii, Ganpatem Andhalkarem z Indii i Hamitem Kaplanem z Turcji.